# Mantet
Mantet település Franciaországban, Pyrénées-Orientales megyében. Lakosainak száma 35 fő (2022. január 1.). Mantet Setcases, Prats-de-Mollo-la-Preste, Fontpédrouse, Nyer és Py községekkel határos.

## Földrajz

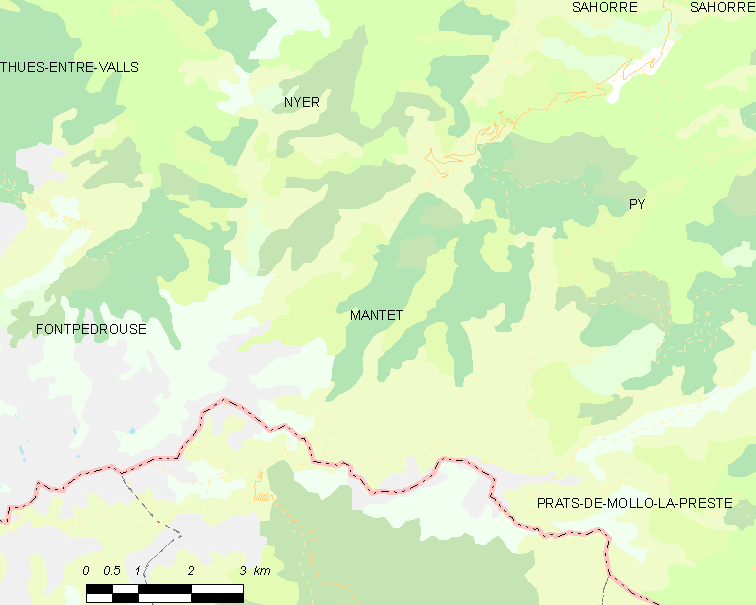
Mantet és környéke

## Népesség
A település népességének változása:
| Lakosok száma | 32   | 31   | 30   | 30   | 29   | 31   | 33   | 35   |
|               | 2013 | 2015 | 2017 | 2018 | 2019 | 2020 | 2021 | 2022 |